# Оситнязька сільська рада (Новомиргородський район)
Оситня́зька сільська́ ра́да — орган місцевого самоврядування Новомиргородського району Кіровоградської області. Центр сільської ради — село Оситняжка.
Площа — 61,65 км². Населення — 1 048 чоловік.

## Населені пункти
Сільській раді підпорядковані населені пункти:
- с. Оситняжка
- с. Берегове
- с. Писарівка

## Склад ради
Рада складається з 14 депутатів та голови.

### Керівний склад ради
| ПІБ                          | Основні відомості                                                 | Дата обрання | Дата звільнення |
| ---------------------------- | ----------------------------------------------------------------- | ------------ | --------------- |
| Юрченко Галина Сергіївна     | Сільський голова, 1956 року народження, освіта, позапартійна      | 26.03.2006   | 31.10.2010      |
| Горбатюк Сергій Анатолійович | Сільський голова, 1964 року народження, освіта вища, безпартійний | 31.10.2010   |                 |

Примітка: таблиця складена за даними джерела

## Населення
Згідно з переписом УРСР 1989 року чисельність наявного населення села становила 1376 осіб, з яких 558 чоловіків та 818 жінок.
За переписом населення України 2001 року в селі мешкало 1045 осіб.

### Мова
Розподіл населення за рідною мовою за даними перепису 2001 року:
| Мова       | Відсоток |
| ---------- | -------- |
| українська | 99,05 %  |
| російська  | 0,76 %   |
| молдовська | 0,19 %   |